# Kate Forbes
Kate Elizabeth Forbes (em gaélico escocês: Ceit Fhoirbeis; nascida em 6 de abril de 1990) é uma política escocesa que atua como Secretária de Gabinete para Finanças e Economia desde 2020. É membra do Partido Nacional Escocês (SNP), e foi membra do Parlamento Escocês (MSP) pelo círculo eleitoral de Skye, Lochaber e Badenoch desde 2016.
Nascida em Dingwall, na Escócia, em 1990, Forbes foi criada na Índia e na Escócia e foi educada em uma escola gaélica escocesa, onde se tornou fluente em gaélico escocês. Ela obteve um BA em história no Selwyn College, Cambridge e, em seguida, um mestrado em diáspora e história da migração da Universidade de Edimburgo. Forbes trabalhou para Dave Thompson, o MSP de Skye, Lochaber e Badenoch, que é o círculo eleitoral que ela agora representa, por dois anos. Ela então passou a estudar para se tornar uma contadora credenciada e trabalhou para o Barclays.
A Forbes foi eleita para o Parlamento escocês nas eleições de 2016. Como membro do Parlamento Escocês (MSP), ela foi convocadora do Grupo Interpartidário do Parlamento Escocês sobre o Gaélico. Em 2018, foi nomeada para um cargo ministerial júnior no Governo escocês como Ministra das Finanças Públicas. Após a renúncia de Derek Mackay, o secretário de Gabinete para Finanças e Economia, Forbes foi deixada para entregar o Orçamento Escocês de 2020, tornando-se a primeira mulher a fazê-lo. Após um amplo reconhecimento, ela sucedeu McKay como secretária de Finanças, a primeira mulher a ocupar o cargo. Nas eleições para o Parlamento escocês de 2021, Forbes foi reeleita e permaneceu em seu papel de governo, mas a economia foi adicionada à sua pasta existente, assumindo a responsabilidade pela recuperação econômica da Escócia da pandemia de COVID-19.

## Primeiros anos e educação
Forbes nasceu em Dingwall, em Ross, e Cromarty, no norte da Escócia. Em seus primeiros anos, ela passou três anos morando na Índia, onde seu pai estava envolvido na prestação de cuidados de saúde a pessoas que não podiam pagar. Ela retornou à Escócia e foi ensinada em uma escola gaélica escocesa. Aos dez anos de idade, ela retornou à Índia e estudou na Woodstock School, no sopé do Himalaia. Ela retornou a Glasgow, na Escócia, com a idade de quinze anos e terminou seus estudos na Dingwall Academy.
Forbes frequentou o Selwyn College na Universidade de Cambridge, graduando-se como Bacharel em História em 2011. Ela então estudou na Universidade de Edimburgo, onde obteve um mestrado em história da diáspora e migração em 2013. Ela trabalhou para Dave Thompson, o MSP para Skye, Locher e Badenoch, por dois anos. Forbes também trabalhou como contador no Barclays por dois anos.

## Carreira política

### Eleição para Holyrood
Em agosto de 2015, a Forbes foi selecionada de uma lista restrita de mulheres por membros locais do SNP como sua candidata para o eleitorado de Skye, Lochaber e Badenoch detido por Dave Thompson, que não concorreria às próximas eleições. Ela fez parte de uma campanha SNP para abordar a diferença salarial entre homens e mulheres em torno do emprego nas Highlands. Ela foi eleita nas eleições do Parlamento escocês de 2016, dobrando seus votos de seu antecessor de 4.995 para 9.045.

### Backbencher

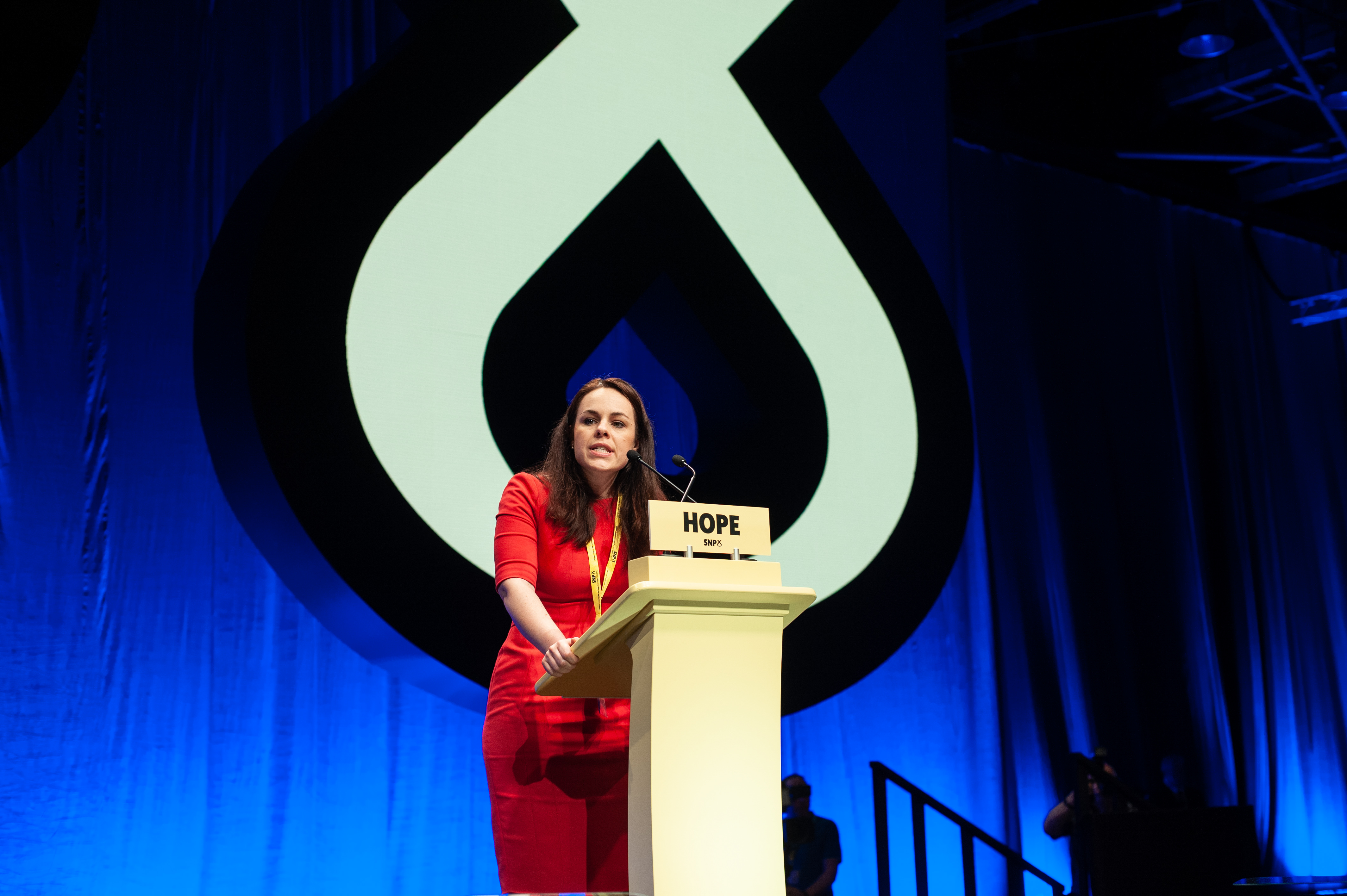
Forbes speaking at the 2018 SNP Conference

Como backbencher, Forbes foi a Convocadora do Grupo Interpartidário do Parlamento Escocês em Gaélico. Em março de 2018, ela fez um discurso inteiro ao parlamento em gaélico durante um debate plenário sobre o idioma. Ela se pronunciou a favor do status de Patrimônio Cultural Imaterial da UNESCO como uma forma possível de proteger o idioma. Ela fez campanha por questões locais, como aumentar o número de cuidadores adotivos nas Highlands, e também lançou uma campanha nacional para proibir o uso de canudos de plástico na Escócia.
Em maio de 2018, a Forbes pediu ao governo que permitisse que as crianças praticassem a crença religiosa na escola sem zombaria, dizendo: "Eu queria observar que os alunos deveriam ter permissão para explorar, desenvolver e compreender a diversidade da fé religiosa na Escócia, porque se eles puderem entender Na escola, você esperará que, ao longo de suas vidas, eles sejam tolerantes com as pessoas que acreditam que as coisas são diferentes para eles."

### Vice-ministro das Finanças (2018-2020)
Em 27 de junho de 2018, ela foi nomeada para o governo escocês como Ministra das Finanças Públicas, como parte de uma remodelação mais ampla anunciada pela Primeira-Ministra, Nicola Sturgeon. Ela foi a primeira mulher a ser nomeada para o governo, que nasceu na mesma década do estabelecimento do Parlamento escocês.

#### Orçamento Escocês 2020
Em 6 de fevereiro de 2020, ela se tornou a primeira mulher a entregar o Orçamento Escocês após a renúncia de Derek Mackay como Secretário de Gabinete de Finanças, Economia e Trabalho Justo. Antes disso, nenhuma mulher havia apresentado um orçamento no Parlamento escocês ou em Westminster, embora o tenham feito no Welsh Senedd e na Assembleia da Irlanda do Norte, mas essas legislaturas têm menos poderes financeiros do que a Escócia.

### Secretário de Gabinete de Finanças (2020–presente)

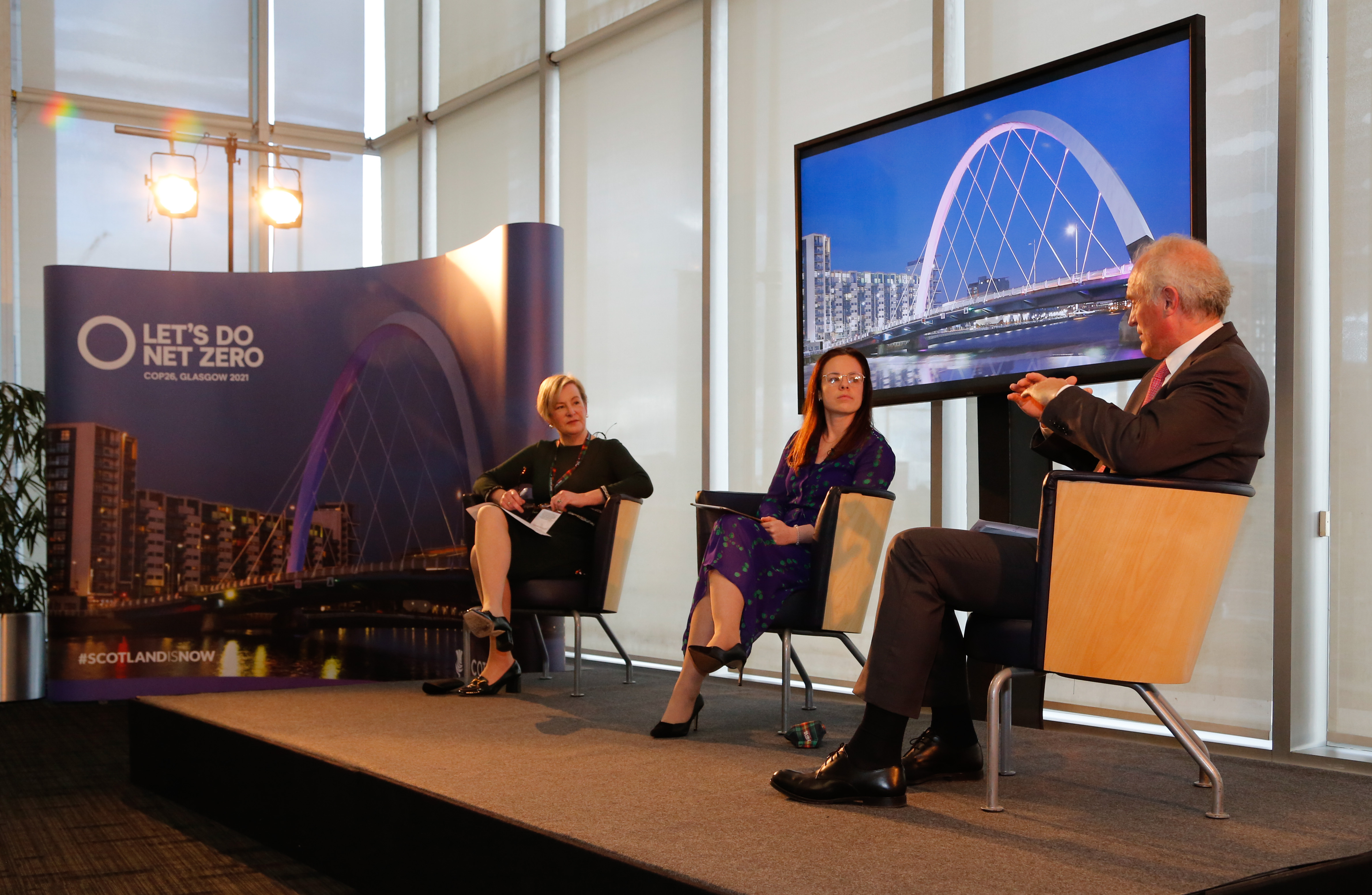
Forbes com Florent Menegaux, CEO da Michelin no Atlantic Quay Glasgow em novembro de 2021

Em 17 de fevereiro de 2020, Forbes foi nomeada secretária de gabinete de finanças - a primeira mulher a ocupar o cargo. Sua resposta à renúncia de MacKay foi elogiada pelos partidos de oposição e pelo SNP, e ela está sujeita a especulações para suceder Nicola Sturgeon como líder. Na eleição do Parlamento escocês de 2021, ela foi reeleita com uma maioria de 15.681 votos, 7.000 a mais do que na eleição anterior. Sturgeon formou sua terceira administração e renomeou Forbes como secretária de finanças, com economia adicionada ao seu portfólio, como secretária de gabinete de finanças e economia.
Em julho de 2022, John Swinney assumiu a responsabilidade pelo portfólio de Finanças e Economia quando a Forbes entrou em licença maternidade. Ela é a primeira secretária de gabinete do governo escocês a tirar licença maternidade.

#### Pandemia do covid-19
Durante a pandemia de COVID-19, o Banco da Inglaterra ordenou uma rodada de flexibilização quantitativa para manter os empréstimos do Reino Unido acessíveis e as taxas de juros baixas. A política do SNP é que, durante os primeiros anos de independência, a Escócia usaria a libra esterlina sem uma união monetária formal e, portanto, não teria um banco central que pudesse realizar flexibilização quantitativa. Em dezembro de 2021, a Forbes respondeu a uma pergunta sobre o assunto e fez a pergunta: "Seria uma perda tão grande não poder conduzir a flexibilização quantitativa?" Quando a questão foi levantada em uma sessão de perguntas do primeiro-ministro, a consulta de Forbes foi rotulada como "analfabeta econômica" pelo parlamentar trabalhista Ian Murray.
Antes do Natal de 2021, Forbes entregou seu orçamento no qual falava de "escolhas muito difíceis" por causa dos problemas "agudos" colocados pela Covid. Todos os 32 líderes do Conselho da Escócia escreveram ao governo escocês para reclamar sobre o corte de £ 371 milhões da Forbes em termos reais no financiamento das autoridades locais. O presidente da Cosla, Alison Evison, disse: "Muitos na reunião descreveram este acordo para o governo local como o pior que já viram. Os líderes do conselho deixaram claro ontem à noite que não poderíamos sentar e simplesmente aceitar isso e havia uma força real de sentimento de que o suficiente basta."

#### Orçamento escocês de 2022

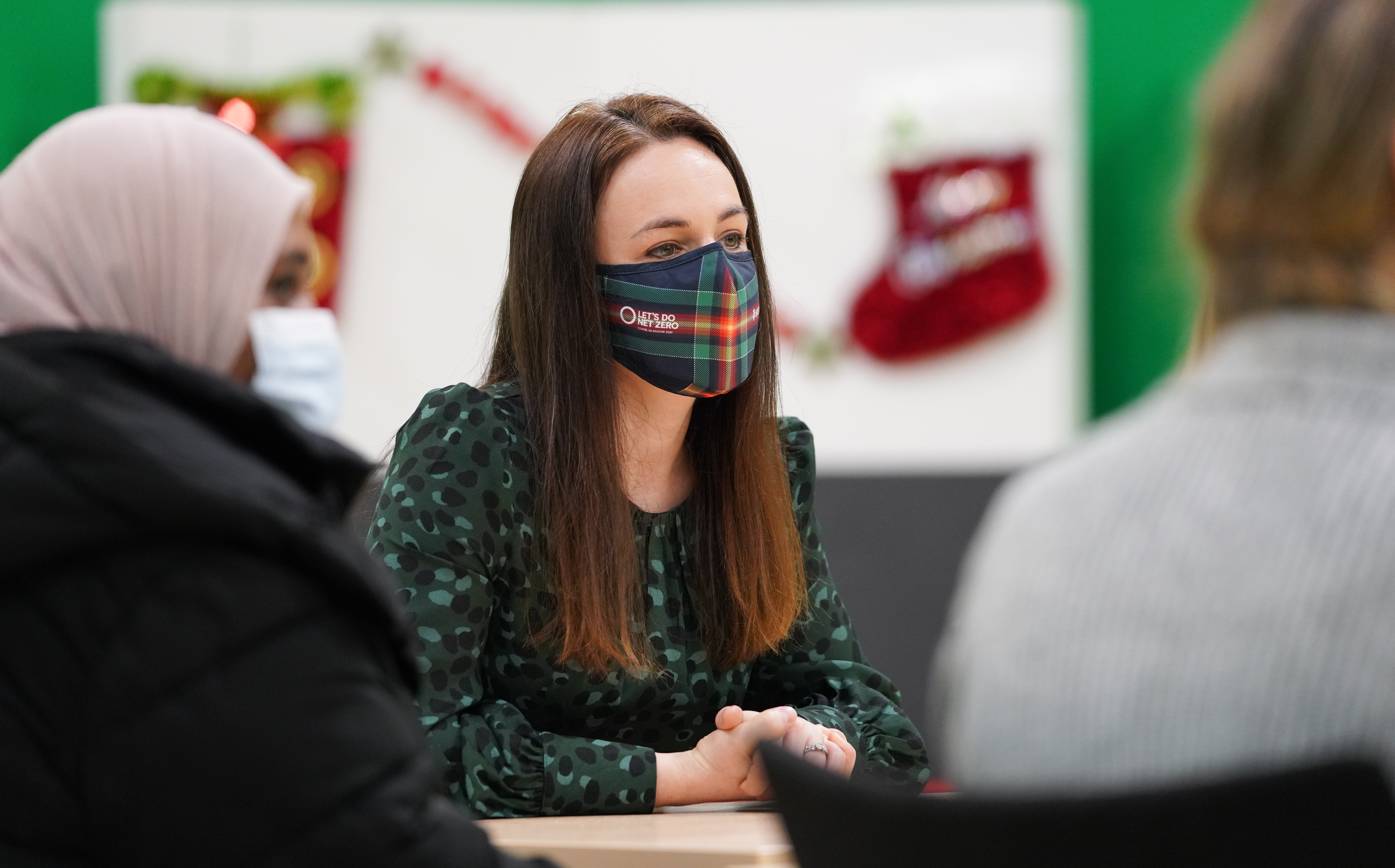
Forbes visitando Goodtrees Neighborhood Center antes do orçamento escocês de 2022 em 8 de dezembro de 2021.

Em dezembro de 2021, a Forbes apresentou o orçamento escocês de 2022, detalhando as propostas de gastos do governo em meio à pandemia de COVID-19. Também delineou as recentes promessas de vitórias eleitorais feitas pelo SNP e as políticas do acordo SNP-Green.
A Forbes firmou seu compromisso de manter as mesmas taxas de imposto de renda, no entanto, o orçamento aumentou os limites nos quais é pago para pessoas de baixa renda. Para o imposto de aterro escocês, as taxas padrão e as taxas mais baixas devem ser aumentadas, enquanto as taxas de imposto sobre transações de terrenos e edifícios permanecerão no mesmo nível. A Forbes anunciou que o congelamento dos impostos municipais, imposto no ano passado, chegaria ao fim. Isso dá aos conselhos na Escócia a capacidade de definir suas próprias taxas pela primeira vez desde que o SNP assumiu o poder em 2007. O orçamento estabelecia £ 1,95 bilhão para iniciar a entrega do Pagamento por Incapacidade para Adultos, com um total de £ 4 bilhões em financiamento da segurança social. Isso inclui £ 197 milhões para dobrar o Scottish Child Payment, de £ 10 para £ 20.

#### Política econômica
Em março de 2022, a Forbes lançou um relatório descrevendo a Estratégia Nacional da Escócia para a Transformação Econômica, que é seu plano para melhorar a economia da Escócia nos 10 anos seguintes.

## Ideologia política

### Nacionalismo escocês
Durante a eleição do Parlamento escocês de 2021, Forbes disse aos líderes empresariais que queria que um segundo referendo sobre a independência escocesa fosse realizado assim que o "impacto imediato" da pandemia terminasse.

### Aborto
Em 2018, a Forbes fez uma declaração pró-vida em um café da manhã de oração, alegando que o tratamento do nascituro é uma "medida do verdadeiro progresso" um dia após um debate em Westminster sobre o aborto.

### Direitos dos transgêneros
Em abril de 2019, Forbes foi um dos 15 políticos do SNP que assinaram uma carta pública pedindo ao governo escocês que atrasasse seu manifesto de compromisso de reformar a Lei de Reconhecimento de Gênero na Escócia. Em janeiro de 2022, ela disse ao The Times que sua posição não havia mudado, que o governo escocês não deveria se apressar em mudar a "definição de homem e mulher" e afirmou que o governo escocês "arriscava criar uma lei ruim". Membro do gabinete escocês, ela se recusou a dizer se apoiaria a legislação.
Durante a fase final de votação em dezembro de 2022, Forbes estava em licença maternidade e não participou da votação.

## Vida pessoal
Forbes é membra da Igreja Livre da Escócia. Em entrevista à BBC, Forbes afirmou que nunca tentou esconder sua fé, chamando-a de "essencial para o meu ser", e argumentou que isso não afeta sua capacidade de servir a todos os seus constituintes, dizendo "Tenho o dever de representá-los." e que ser honesto sobre sua fé é uma questão importante.
Forbes é fluente na língua Gaélica.
Em 29 de julho de 2021, ela se casou com seu noivo Alasdair MacLennan em Dingwall. Em fevereiro de 2022, ela anunciou que estava grávida de seu primeiro filho e deu à luz uma filha em agosto.